# Újezd (Znojmo)
Újezd és una localitat del districte de Znojmo a la regió de Moràvia Meridional, República Txeca, amb una població estimada a principis de 2018 de 78 habitants.
Està situada al sud-oest de la regió, prop de la riba del riu Dyje —un afluent del riu Morava que, al seu torn, ho és del Danubi—, de la frontera amb Àustria i la regió de Vysočina, i a poca distància al sud-oest de la ciutat de Brno.